# Лисівка (Покровський район)
Лисі́вка (Вальдек / Waldeck) — село Покровської міської громади Покровського району Донецької області, в Україні. Село евакуйовано.

## Загальні відомості
Лежить на обох берегах річки Солоний. Відстань до райцентру становить близько 12 км і проходить автошляхом E50.
Землі села межують із територією м. Новогродівка Новогродівської міської ради Донецької області.
Поруч розташована шахта 1/3 «Новогродівська».

## Географія
В селі тече річка Солоний, права притока Солоної.

## Історія
Село було засноване німцями-менонітами у 1885 році, які були вихідцями з Молочанської колонії. Колоністам належало 1200 десятин землі. Село напівгосподарів по 30 десятин на двір.
У 1895 році в селі був побудований машинобудівний завод Ю. Ф. Легіна.
У 1886 році в колонії була побудована школа, в 1892 році вона була перебудована.
7 (20) листопада 1917 року, відповідно до Третього Універсалу Української Центральної Ради, увійшло до складу Української Народної Республіки.

## Населення
- 321 (1911)
- 342/275 нім. (1926),
- 251 (1941)[1].

За даними перепису 2001 року населення села становило 799 осіб, із них 91,11 % зазначили рідною мову українську, 7,38 % — російську та 0,13 % — білоруську мову.